# رحلة كارما
رحلة كارما  فيلم هندي 2018 من بطولة بونام باندي وشاكتي كابور من إخراج جاغبير داهيا وكتابة روبيش بول . و تم إصدار فيلم رحلة كرمة في يوم الجمعة الموافق الـ 26 أكتوبر لعام 2018.

## الحبكة
تدور القصة حول فتاة فقيرة تدعي كارما ديسوزا هذه الفتاة تجيد الدراسة وتحاول السعي وراء أحلامها للعمل في أمريكا. تسافر خلال رحلتها المليئة بالمنعطفات والمفاجآت و تدخل في علاقة شهوانية مع رجل عجوز غامض ميهيك دي .شوكلا .

## طاقم التمثيل
- بونام باندي بدور كارما ديسوزا
- شاكتي كابور في دور ميهيك دي.شوكلا
- شرافاني
- شيفندر داهيا

## تسجيل صوتي
موسيقى الفيلم من تأليف دانيش ألفاز ونيشانت ساليل وأونكار مينهاس.
| #  | عنوان                  | المدة |
| -- | ---------------------- | ----- |
| 1. | "Maula Mere"           | 6:01  |
| 2. | "Sugar Biscuit"        | 2:52  |
| 3. | "Parinde"              | 5:06  |
| 4. | "Aao Na"               | 4:05  |
| 5. | "Oh Baby"              | 2:58  |
| 6. | "The Journey of Karma" | 3:30  |

## روابط خارجية
- رحلة كارما  في قاعدة بيانات الأفلام على الإنترنت (بالإنجليزية)
- The Journey of Karma at Bollywood Hungama